# Sveti Naum
Sveti Naum Ohridski Čudotvorac (mak. Свети Наум Охридски Чудотворец ) (oko 830. – manastir sv. Nauma, obala Ohridskog jezera, 23. prosinca 910.) kršćanski je svetac. Bio je poznat kao učitelj i organizator crkvenog života, prosvjete, kulture.
Bio je suradnik sv. Klementa Ohridskog. Obojica su bili učenici sv. Ćirila i Metoda. 
Jedan je od osnivača Preslavske književne škole, gdje je učiteljevao od 886. do 893. godine. Predavao je i u Ohridskoj književnoj školi.
Klement i Naum otišli su u Ohridu prosvjećivati tamošnji puk, no i učenike koji su dolazili iz drugih dijelova srednjovjekovne Sjeverne Makedonije i Bugarske i drugih prostora.
U Ohridu su osnovali prvo Sveslavensko sveučilište na kojem je studiralo oko 3000 studenata, crkvene knjige koje su u Ohridu pisane mogu se naći u svim pravoslavnim knjižnicama, te knjige bile su pisane ćirilicom i bile su temelj pravoslavnom kršćanstvu. Klement i Naum osnovali su i podigli mnogo crkava i manastira, u Ohridu je Klement podigao katedralu na Plaošniku, a Naum je podigao manastir na najljepšem dijelu Ohridskog jezera, na prostoru gdje su izvori Ohridskog jezera. Potonjeg je dao podići pretkraj života 895. godine, osnovao je manastir na obali Ohridskog jezera. U istom je manastiru proveo posljednje godine svog života te je tu i pokopan 910. godine.
Nakon što su umrli, narod ih je proglasio za svece. Sveti Kliment Ohridski patron je Ohrida i današnjih Makedonaca i Bugara, a sveti Naum Ohridski Čudotvorac, svetac koji je imao iscjeliteljsku, čudotvornu moć.
Pripisuju mu se djela Kanon za apostola Andriju i Kanon za prijenos moćiju sv. Ivana Zlatoustog.
Spomendan mu je 20. lipnja po gregorijanskom kalendaru (i u rimokatoličkoj Crkvi), a ako se računa po julijanskom kalendaru, onda to pada na 3. srpnja. Drugi dan kad ga se obilježava je 23. prosinca po gregorijanskom kalendaru, a ako se računa po julijanskom kalendaru, onda to pada na 5. siječnja.
Po sv. Naumu zove se vrh sv. Nauma koji se nalazi na Peševljevom hrbatu na planini Tangri na otoku Livingstonu koji je dio otočja Južnog Shetlanda.

## Vanjske poveznice
- Sveci.net  Arhivirana inačica izvorne stranice od 8. ožujka 2021. (Wayback Machine)